# Rocket Knight Adventures
Rocket Knight Adventures (ロケットナイトアドベンチャーズ Roketto Naito Adobenchāzu?) es un videojuego de plataformas de scroll lateral de la era de los 16 bits programado y publicado en 1993 por Konami para la videoconsola Mega Drive. El título fue diseñado por Nobuya Nakazato, diseñador de varias entregas de la serie Contra como Contra III: The Alien Wars, Contra: Hard Corps y Contra: Shattered Soldier.
El protagonista es Sparkster, una zarigüeya caballero que combate contra un ejército de robots y cerdos, muchos de los cuales pilotan diversos vehículos mecánicos. Sparkster va armado con una espada que puede proyectar energía a corta distancia y un cinturón cohete que le permite volar.

## Argumento
Según el manual de instrucciones, la historia tiene lugar en un mundo llamado Elhorn, el hogar del reino de Zebulos. El manual de instrucciones también describe los eventos del «pasado» y del «presente» que atañen al trasfondo de la trama.
El «pasado» cuenta como el primer rey, El Zebulos, luchó contra unos supuestos invasores que navegaban en una poderosa nave llamada The Pig Star, y lideró a su clan contra ellos con coraje y convencimiento. Tras derrotar a los invasores, El Zebulos se convirtió en gobernante del reino, y The Pig Star fue puesto bajo un sello mágico de modo que no pudiese caer en manos enemigas, dado que posee el poder para destruir el mundo entero.
La «Llave del sello» se guardaría y transmitiría por El Zebulos y su familia real. Varias generaciones después, el reino ha sido objeto de ataque por países vecinos que buscan el control de The Pig Star. Para proteger el reino de Zebulos, se había formado un grupo de élite de guerreros conocidos como los Rocket Knights. Estos guerreros vestían armaduras con cinturones cohete, blandían espadas místicas y se valían de impresionantes técnicas de combate.
Durante este tiempo, Sparkster se había convertido en un huérfano de guerra y fue acogido por Mifune Sanjulo, un amigo del rey que era en ese momento el líder de los Rocket Knights. Sparkster se convertiría en un prometedor Rocket Knight a una temprana edad. Más adelante, un Rocket Knight corrupto llamado Axel Gear intentaría robar un antiguo libro que contenía los secretos de los Rocket Knights. Este libro estaba guardado por el propio Mifune pero fue capturado. Axel y Mifune lucharon y Mifune fue gravemente herido, quedando permanentemente discapacitado. Sparkster se convertiría entonces en el nuevo líder de los Rocket Knights, pero busca venganza por el sufrimiento de su padre adoptivo.
Durante 10 años Sparkster, vagaría como un fugitivo mientras buscaba a Axel Gear, retornando luego a Zebulos mientras surgían rumores sobre el retorno de Axel Gear.
El «presente» describe lo que está pasando en el propio juego. El reino está siendo atacado por el imperio Devotindos, que está liderado por el emperador Devligus Devotindos de quien se dice que tiene poderes de hipnosis. Sparkster corre hacia el castillo, sintiendo la presencia de Axel Gear. Efectivamente, Axel Gear ha secuestrado la princesa Sherry para chantajear al rey forzándole a entregar la Llave del sello. Sin embargo resulta que la princesa es la única que sabe su localización. Sparkster corre a través de junglas, cuevas e incluso el territorio de Devotindos para salvar la princesa.
Finalmente, Sparkster se enfrentará al propio Devilgus, que huye rápidamente tras haber obtenido la Llave al Pig Star y despega hacia el espacio. La princesa invoca un hechizo sobre Sparkster que le permite a este ir tras Devilgus hasta el Pig Star. Sparkster lucha con el emperador, sólo para descubrir que Devilgus, en realidad, siempre había sido una máquina. Tras la destrucción del emperador, Sparkster se topa con Axel Gear, que trata de expulsar a Sparkster al espacio pero sin embargo es él quien resulta succionado al vacío. Sparkster va entonces a destruir el núcleo del Pig Star para acabar con la amenaza de una vez por todas. Al llegar al núcleo, Sparkster descubre que Devligus ha subido su memoria al núcleo e intenta destruir a Sparkster. Sin embargo los esfuerzos de Devligus fracasan ya que el Pig Star explota, aunque hace un último intento a la desesperada para matar a Sparkster mientras está indefenso en un módulo de escape. Sparkster consigue escapar sano y salvo alcanzando el castillo. Está satisfecho con la seguridad de la princesa y del propio reino, pero no acepta recompensa y despega al horizonte, mientras el rey y la princesa se despiden de él saludando con la mano.

## Jugabilidad
La jugabilidad es normalmente la de un plataformas de scroll lateral con toques de acción y constantes jefes. El jugador puede saltar, atacar con la espada de Sparkster, bien directamente o bien disparando energía hacia adelante, o cargar el cinturón cohete y salir volando en una de las 8 direcciones estándar dependiendo de la dirección que el jugador presione en la cruceta (si no se pulsa nada, se hace un ataque giratorio estático).
Los niveles cambian ocasionalmente a otros estilos de jugabilidad. Algunos niveles son Matamarcianos de scroll horizontal, de modo similar a Gradius, e incluso con referencias a ese juego dentro del nivel. También hay un nivel donde el jugador controla una enorme máquina mientras combate con Axel Gear.
Los niveles de dificultad se presentan de forma distinta en cada versión regional del juego. Tanto la versión europea como la japonesa tienen dos niveles de dificultad accesibles normalmente vía menú de opciones, mientras que en la versión americana hay 4 niveles habilitados por defecto.
| Versión                          | Nivel de dificultad | Nivel de dificultad | Nivel de dificultad | Nivel de dificultad |
| -------------------------------- | ------------------- | ------------------- | ------------------- | ------------------- |
| Japonesa                         | Normal              | Hard                | Very Hard*          | Crazy Hard*         |
| Europea                          | Easy                | Hard                | Very Hard*          | Crazy Hard*         |
| Americana                        | Children            | Easy                | Normal              | Hard                |
| * Sólo accesible usando un truco |                     |                     |                     |                     |

## Conversiones, secuelas yspin-offs
Se planeó una versión para SNES de Rocket Knight Adventures, pero nunca llegó a publicarse.
El juego tuvo más tarde una secuela para Mega Drive llamada Sparkster: Rocket Knight Adventures 2 y un spin-off para SNES llamado Sparkster. Aunque ambos juegos fueron producidos aproximadamente al mismo tiempo y compartían el mismo nombre y dibujo de portada, eran títulos distintos y, al margen del diseño del personaje y la banda sonora común a ambos, no estaban relacionados. Sin embargo, la versión de Mega Drive en Japón es acompañada del subtítulo Rocket Knight Adventures 2, que también se usó en occidente en la introducción del juego, y representa la verdadera secuela de Rocket Knight Adventures debido a la continuidad establecida desde los eventos del videojuego original en la misma consola, mientras que la versión de Super Nintendo es más bien un spin-off del título inicial siguiendo una línea argumental alternativa. tuvieron un éxito mediocre.
En octubre de 2009, Konami anunció que lanzarían otra secuela, titulada Rocket Knight, hecha por la desarrolladora británica Climax Group. El juego se publicó en Xbox 360, PlayStation 3 y Steam el 12 de mayo de 2010. Nobuya Nakazato no estuvo involucrado en este título de ninguna forma, si bien apareció en los créditos del juego en la sección de «agradecimientos especiales». Limited Run Games ha anunciado una recopilación de los tres primeros juegos, titulada Rocket Knight Adventures: Re-Sparked, para PlayStation 4, PlayStation 5 y Nintendo Switch.
El propio Sparkster apareció como personaje jugable en algunos títulos recientes, como New International Track & Field para Nintendo DS y Krazy Kart Racing para iPhone e iPod Touch. También ha hecho cameos reconocibles en Ganbare Goemon 2: Kiteretsu Shōgun Magginesu para SNES, Snatcher para Mega-CD, Jikkyou Power Pro Wrestling '96: Max Voltage para SNES, TwinBee PARADISE in Donburishima para PC o Mitsumete Knight para PlayStation. Además, una figura parecida a él aparece en un final alternativo de Contra: Shattered Soldier para PlayStation 2.
También hubo una historia de Sparkster escrita por Nigel Kitching en la publicación de cómic británica Sonic the Comic. Se basaba en la versión de Mega Drive de Sparkster. En una entrevista, Kitching dijo que Sparkster fue el juego más sencillo de adaptar a una historia, al ser similar a los juegos de Sonic the Hedgehog. Él estaba trabajando en una segunda historia de Sparkster, pero el plan se abandonó cuando Fleetway no logró obtener el permiso de Konami para usar el personaje.